# Sergio Scarpa

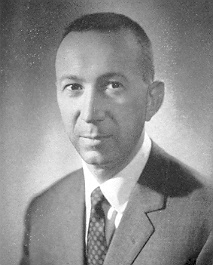
Sergio Scarpa

Sergio Scarpa (Treviso, 28 marzo 1917 – Roma, 3 agosto 2007) è stato un politico, geometra e partigiano italiano.

## Biografia
Sergio Scarpa nasce a Treviso il 28 Marzo del 1917. Dopo aver conseguito il brevetto di pilota a soli 19 anni, entra in Aeronautica nel 1937. 
A seguito dell'armistizio dell'8 settembre 1943 all'aeroporto di Lonate Pozzolo, mentre il comandante e gli ufficiali superiori si danno alla fuga, Scarpa, con una quindicina di giovani militari, decide di raggiungere la Valsesia e di unirsi alle nascenti formazioni partigiane, guidate da Eraldo Gastone e Cino Moscatelli.
Per le sue doti organizzative il giovane ufficiale, che ha assunto il nome di battaglia di "Geo", viene mandato in pianura, a Novara in particolare, dove costituisce prima le brigate GAP e poi le SAP. Nel 1944, "Geo" viene delegato dal PCI a rappresentarlo nel CLN provinciale.
Dopo la Liberazione, Sergio Scarpa è eletto, nel 1946 con oltre 30.000 voti di preferenza, deputato all'Assemblea Costituente. Un suo ricordo dei lavori all'Assemblea è stato pubblicato nel libro Per conoscere la Costituzione. Un incontro e sei lezioni, edito dalla Provincia di Novara nel 1989. Dal 1949 al 1959 "Geo" ricopre la carica di segretario della Camera del Lavoro di Novara e, contemporaneamente, viene rieletto deputato senza soluzione di continuità sino alla quarta legislatura.
Termina il suo mandato parlamentare nel 1972, al Senato della Repubblica, dove era subentrato a Francesco Moranino. Dal 1968, Sergio Scarpa aveva, per anni, presieduto la Commissione Sanità presso la Direzione del Partito comunista italiano. In occasione delle celebrazioni del 60º anniversario dell'Assemblea Costituente, Scarpa era stato chiamato a far parte del Comitato d'onore presieduto da Carlo Azeglio Ciampi.

## Vita Politica
Dopo la liberazione, entrò nel consiglio comunale del sindaco Moscatelli, a cui rimase sempre molto vicino. All’Assemblea Costituente del 1946 fu eletto con 30.697 preferenze. Fu poi eletto deputato alla Camera nel I collegio elettorale di Torino-Novara-Vercelli nel 1948 e sarà rieletto nella medesima circoscrizione nel 1953, nel 1958, nel 1963. Dal 1949 al 1959 fu segretario della Camera del Lavoro di Novara, città con la quale mantenne un forte legame, trasferendosi a Roma solo nel 1968.
Il suo programma elettorale del 1946 era particolarmente attento alle problematiche dei braccianti agricoli e dei contadini, cercando di mettere fine a trattamenti iniqui per loro e per le loro mogli.
Direttore del giornale comunista novarese “La Lotta”, invierà spesso resoconti dell’attività parlamentare alla Costituente che venivano pubblicati nella rubrica “Lettere da Roma”: era interessato a far comprendere l’utilità della Costituente e le sue cronache non furono mai banali. L’importanza che attribuiva ai lavori della Costituente emerge anche dalle numerose interrogazioni e interpellanze presentate, tutte in difesa dei lavoratori, soprattutto di Novara e dell’Ossola ed è rintracciabile anche nel profilo con cui venne presentato alle elezioni del 1948 dal giornale comunista novarese:
Le popolazioni del Novarese lo hanno fatto deputato nelle elezioni del 2 giugno 1946 ed egli non ha certo deluso l’aspettativa che in lui ponevano i lavoratori: dinamico, entusiasta focoso e attivo come sempre egli è ha dato attività intensa al gruppo parlamentare di Montecitorio mantenendosi costantemente legato alle masse novaresi con le note e frequenti Lettere da Roma pubblicate sul giornale, le quali sono state il documento più vivo attraverso cui i novaresi hanno seguito i lavori della Costituente”

## Gruppi Parlamentari
- Assemblea Costituente

COMUNISTA 
Membro dal 28 giugno 1946 (COMUNISTA)
- I Legislatura della Repubblica italiana

COMUNISTA
Membro dal 1 giugno 1948 (COMUNISTA)
- II Legislatura della Repubblica italiana

COMUNISTA
Membro dal 21 luglio 1953 (COMUNISTA)
- III Legislatura della Repubblica italiana

COMUNISTA
Membro dal 18 giugno 1958 (COMUNISTA)
Membro del c.d. dal 1 gennaio 1960 (COMUNISTA)
- IV Legislatura della Repubblica italiana

COMUNISTA
Membro dal 1 luglio 1963 (COMUNISTA)
Membro del c.d. dal 1 gennaio 1964 (COMUNISTA)